# Pančo Vladigerov
Pančo Vladigerov (1899. – 1978.) bio je bugarski slakadatelj i najznačajniji predstavnik suvremene bugarske nacionalne škole.
Pisao je simfonije, koncerte (Bugarska suita), opere (Car Kalojan), balete (Legenda jezera) i glasovirsku glazbu (sonate).